# Horst Stobbe (Mediziner)
Horst Stobbe (* 17. Februar 1920 in Breslau; † 20. Oktober 2015) war ein Deutscher Hämatologe und ehemaliger Direktor der Hämatologischen Abteilung der Charité Berlin.

## Leben
1938 absolvierte er sein Abitur in Hirschberg, Schlesien. Er war Teilnehmer an den militärischen Kampagnen in Polen und Frankreich als Mitglied einer Kommunikations- und Sanitätseinheit. Im Jahr 1941 wurde er von der Armee dazu beauftragt, in Breslau Medizin zu studieren. Er promovierte 1945 in Leipzig zum Thema Commotio Cordis. Nach dem Ende des Zweiten Weltkriegs konnte er nicht in seine Heimat Schlesien rückkehren.
Nach Emeritierung widmete er sich künstlerischen Tätigkeiten (Malerei, Zeichnung und Graphik), welche zu verschiedenen Ausstellungen führten.
Von 1955 bis 1963 war er erstmals verheiratet. Er heiratete 1965 erneut. Aus den Ehen gingen vier Kinder hervor.

## Wirken
Stobbe absolvierte die Facharztausbildung Innere Medizin und drei Jahre Pathologie am Bezirkskrankenhaus St. Georg Leipzig. 1952 erhielt er die Anerkennung zum Facharzt.
Ab 1953 arbeitete er an der 1. Medizinischen Klinik der Charité der Humboldt-Universität zu Berlin auf. Bis zu seiner Emeritierung 1985 leitete und entwickelte er dort die von ihm aufgebaute hämatologische Abteilung.
1960 habilitierte er mit seiner Schrift Die Plasmazelle und wurde Dozent. 1964 wurde Stobbe zum Professor mit Lehrauftrag ernannt und 1969 zum ordentlichen Professor berufen. Große auch internationale Anerkennung erlangte er mit Hämatologischer Atlas. Es diente als Anleitung in Laboratorien, bei der Arbeit am Mikroskop und für allgemeine hämatologische Fortbildungen. Für die praktische Laborarbeit schrieb er das 1991 veröffentlichte Buch Klinische Laboratoriumsmethoden. Als wertvoll galten die Hinweise auf Fehlermöglichkeiten, Störfaktoren, den Zeitbedarf und die Indikationen der einzelnen Methoden. Für das bis 1996 in sieben Auflagen erschienene Standardlehrbuch für Studenten Grundlagen und Klinik Innerer Krankheiten war er Mitherausgeber. Er galt als einer der Ersten, der die Notwendigkeit der Qualitätssicherung für Patientenbetreuung und Weiterbildung erkannte und umsetzte. 20 Jahre war er Vorsitzender der Fachkommission Innere Medizin an der Akademie für ärztliche Fortbildung.

## Veröffentlichungen (Auswahl)
- Diagnostik und Therapieschemata hämatologischer Erkrankungen. Akademie-Verlag, Berlin 1971, S. 143.
- Hämatologischer Atlas. 1. Auflage. Medizinische Fachschule, Abt. Fernstudium, Halle (Saale) 1961, S. 78.
- Untersuchungen von Blut und Knochenmark. 4., überarb. Auflage. Gesundheit, Berlin 1991, ISBN 978-3-333-00605-5, S. 375 (Erstausgabe: Volk u. Gesundheit VEB, Berlin  1968)., ISBN 3-333-00605-7
- Klinische Laboratoriumsmethoden. 4., überarb. Auflage. Gesundheit, Berlin 1991, ISBN 3-333-00605-7, S. 375.[4]

## Ehrungen
- 1979[2]: Ehrenmitglied der Gesellschaft für Hämatologie und Bluttransfusion der DDR[1]
- 1994: Ehrenmitglied der hämatologischen Gesellschaft im Westen[2]
- 1995: Ehrenmitglied der Deutschen Gesellschaft für Hämatologie und Medizinische Onkologie[5]